# Камышовка (Еврейская автономная область)
Камышо́вка — село в Смидовичском районе Еврейской автономной области России. Административный центр Камышовского сельского поселения.

## География
Село Камышовка расположено вблизи автотрассы Чита — Хабаровск, рядом с селом проходит Транссибирская магистраль.
Село Камышовка стоит на малых притоках реки Тунгуска, до правого берега Тунгуски у села Даниловка около 5 км.
Расстояние до районного центра посёлка Смидович около 60 км (на запад по автотрассе Чита — Хабаровск), расстояние до Хабаровска около 28 км (на восток по автотрассе Чита — Хабаровск).
От села Камышовка на север идёт дорога к селу Даниловка, на северо-запад — к посёлку Волочаевка-2, на юг — к селу Нижнеспасское.

## История
В 1962 году указом Президиума Верховного Совета РСФСР Посёлок третьего отделения совхоза «Волочаевский» переименован в село Камышовка.

## Население
| 1992 | 2002  | 2010  |
| ---- | ----- | ----- |
| 1200 | ↘1084 | ↗1123 |

## Улицы
| - ул. 70 лет Октября, - ул. Гаражная, - ул. Дорожная, - пер. Дорожный, - ул. Зои Космодемьянской, | - ул. Молодёжная, - ул. Советская, - пер. Советский, - ул. Центральная, - ул. Школьная. |

## Экономика
Жители занимаются сельским хозяйством.